# 딘 윈터스
딘 윈터스(Dean Winters, 1964년 7월 20일 ~ )는 미국의 배우이다.

## 출연 작품

### 영화
- 컨스피러시 (1997)
- Undercover Angel (1999)
- Snipes (2001)
- 헬레이저 6 (2002)
- Brooklyn Bound (2004)
- 스트립 서치 (2004, Strip Search)
- P.S 아이 러브 유 (2007)
- 오늘의 특선요리 (2009, Today's Special)
- Splinterheads (2009)
- Winter of Frozen Dreams (2009)
- The Devil You Know (2013)
- Don Peyote (2014)
- 존 윅 (2014)
- 닌자터틀: 어둠의 히어로 (2016)
- 레이디스 나잇 (2017)
- A Civilized Life (2018) - 단편
- 애프터 에브리씽 (2018, After Everything)
- 파머 (2020, Palmer)
- 사라진 소녀들 (2020)
- 범죄의 장인 (2023)

### 텔레비전
- 밀레니엄 (1997-99)
- 오즈 (1997-2003)
- 로앤오더: 성범죄 전담반 (1999-2019)
- 레스큐 미 (2004-11)
- 30 ROCK (2006-12)
- 터미네이터: 사라 코너 연대기 (2008-09)
- 라이프 온 마스 (2008-09)
- 해피 타운 (2010, Happy Town)
- 배틀 크리크 (2015)